# 果てしなき渇き
『果てしなき渇き』（はてしなきかわき）は、深町秋生による日本の推理小説。
第3回『このミステリーがすごい!』大賞の大賞受賞作。水原秀策の『サウスポー・キラー』との大賞ダブル受賞となった。受賞時のタイトルは「果てなき渇きに眼を覚まし」で、著者名も古川敦史（ふるかわあつし）だったが、単行本化する際に改題された。25万部突破のベストセラーとなっている。

## あらすじ
元刑事であり警備員の藤島秋弘はコンビニでの大量殺人を目撃してから間もなく、離婚した元妻から行方不明になった娘、加奈子の捜索を依頼される。しかし加奈子を探していく過程で、彼女が悪名高い不良グループと関係していることが判明。さらに彼女の部屋からは大量の覚醒剤が発見される。いつしか藤島は、娘が地元の裏社会や政財界の人間までもを巻き込んだ大規模な犯罪行為の中心人物であることを知り、彼女を中心とした内部抗争に巻き込まれていくうち、娘を探す手口が徐々に凶暴になっていく。
そして3年前、加奈子はクラスの中でいじめられていた瀬岡という少年に目をつけていた。瀬岡は加奈子の元恋人であり自殺してしまった緒方のようになりたいと思っていたが、加奈子は既に彼に対して冷酷な罠を仕掛けていた。
瀬岡は加奈子が抱くことになった狂気を味わい、藤島は自らが加奈子に犯した残酷極まりない仕打ちを思い出すことになる。

## 登場人物
藤島 秋弘（ふじしま あきひろ）
本作の主人公。かつては係長を経験したこともある大宮署の刑事だったが、現在は警備員をしている。
藤島 加奈子（ふじしま かなこ）
高校3年生。秋弘と桐子の娘。成績優秀の優等生だが、行方不明となる。
実は大宮一帯の裏社会と手を結び、少年少女を金と薬で支配して児童売春クラブを経営していた。
藤島 桐子（ふじしま きりこ）
秋弘の離婚した元妻。浮気をしたことをきっかけに秋弘と離婚する。
浅井（あさい）
大宮署の刑事。公安部出身で藤島の刑事時代の後輩。
小山内（おさない）
大宮署の刑事。病気の息子と妻を抱えている。
松下 恵美（まつした えみ）
加奈子の高校時代の友人。加奈子の恐ろしい裏の一面を知る。
長野 智子（ながの ともこ）
加奈子の高校時代の友人。加奈子によって覚醒剤漬けにされていた。
瀬岡 尚人（せおか なおと）
加奈子の中学生時代の同級生。元野球部員のいじめられっ子だったが、加奈子によって助けられる。
緒方 誠一（おがた せいいち）
加奈子の中学生時代の同級生。加奈子の元恋人。ある日首吊り自殺をする。
棟方 泰博（むなかた やすひろ）
加奈子の中学生時代の同級生。不良少年グループ「アポカリプス」のリーダー。加奈子を追っている。
遠藤 那美（えんどう なみ）
加奈子の中学生時代の同級生。「アポカリプス」に所属する不良少女。
神永 朱美（かみなが あけみ）
加奈子の中学生時代の同級生。加奈子と「アポカリプス」の関係を知っていた。
島津（しまづ）
加奈子の中学生時代の同級生。瀬岡をいじめるグループのリーダー格で瀬岡が所属していた野球部の部員。
野球部時代の瀬岡のライバルで、部活を勝手にやめてしまった瀬岡に恨みを持つ。
小山 順平（こやま じゅんぺい）
専門学校生。棟方の先輩で「アポカリプス」の元メンバー。写真が趣味でカメラマンになるのが夢。
裏社会の内部抗争により命を落とし、彼の遺体を藤島が発見したことから物語が始まる。
辻村（つじむら）
加奈子を診療していた精神科医。加奈子の底知れぬ闇を知る。
咲山（さきやま）
暴力団「石丸組」の若頭。棟方と同様、加奈子を追っている。
趙義哲（ちょう よしのり）
パチンコ屋などを経営している外国人の実業家。加奈子の協力者だった。
東 里恵（あずま りえ）
加奈子の中学生時代の担任教師。娘がいる。

## 書籍情報
- 単行本：宝島社、2005年1月27日発行、ISBN 978-4-79-664460-0
- 文庫：宝島社文庫、2007年6月12日発行、ISBN 978-4-79-665839-3
- 文庫【新装版】：宝島社文庫、2010年12月4日発行、[上] ISBN 978-4-79-668028-8 [下] ISBN 978-4-79-668030-1
- 『渇き。STORY BOOK』：宝島社、2014年7月9日発行、ISBN 978-4-80-022919-9
映画『渇き。』の脚本、深町秋生と中島哲也（映画『渇き。』監督）の対談、深町による書き下ろし小説「潤いの果てから」が収録されている。

## 映画
『渇き。』（かわき）として映画化。2013年8月にクランクインし茨城県つくば市、千葉県印西市、東京都渋谷区などで撮影が行われ、同年末にクランクアップ。当初は2014年7月4日に公開予定だったが、1週間繰り上げて6月27日に公開を開始。それに伴い、公開初日から7月4日までの8日間は高校生と大学生は1000円で本作を鑑賞できる「学生1000円早割キャンペーン」を実施（その後7月18日まで延長）。主演は役所広司、監督は『告白』以来3年ぶりにメガホンをとる中島哲也。レイティングはR15+。
2015年、ドラフトハウス・フィルムズが北米での配給権を獲得。米題は『World of Kanako』。

## 漫画
安宅十也によるコミカライズが『このマンガがすごい!WEB』（宝島社）にてウェブコミックとして連載され、2014年6月20日に単行本が発売された。ISBN 978-4-80-022713-3。
松下、遠藤、小山内、趙、東が登場せず展開もオリジナルなものになっている。また、藤島は粗暴なだけで比較的一般的な倫理観を持つ男として描かれ、加奈子の人物造型は映画版に近いものになっている。